# Ivan Stojanović
Ivan Stojanovic (Ragusa, 17 dicembre 1829 – Ragusa, dicembre 1900) è stato un presbitero e scrittore serbo con cittadinanza austro-ungarica.

## Biografia
Stojanovic nacque in Dalmazia da una famiglia serba durante il dominio austro-ungarico. Suo padre era un medico e sua madre una casalinga. Aveva una nonna italiana da cui ha imparato l'italiano e i primi libri che ha letto sono state le commedie di Carlo Goldoni e storie di vite di santi. Dopo il diploma di scuola superiore, andò in seminario a Zara per studiare teologia e fu ordinato prete nel 1852. Il suo primo incarico sacerdotale fu a Curzola, dove rimase per un anno; fu poi inviato a Mokošica, un villaggio a nord di Ragusa, dove è stato sacerdote per quattro anni. Successivamente fu trasferito a Rožat, un villaggio a nord-est di Ragusa, dove è rimasto per ventidue anni. Così, ha trascorso un totale di ventisei anni sulla Rijeka Dubrovačka, la ría sulla costa del mare Adriatico dove l'alta società di Ragusa possedeva case e ville estive in cui trascorreva buona parte dell'anno. Nel 1883 il vescovo di Ragusa, suo amico personale, lo invitò a trasferirsi in città e lo nominò canonico della Cattedrale, incarico che Stojanovic ricoprì per il resto della sua vita.

## Opere letterarie
Stojanovic fu uno dei principali intellettuali del movimento serbo-cattolico guidato dal barone Francesco Ghetaldi-Gondola. Uomo di profonda cultura, Stojanovic scrisse opere su vari soggetti letterari, tra cui gli scritti di sant'Agostino, Aristofane, Petronio, Voltaire, Denis Diderot, Gotthold Ephraim Lessing, Friedrich Schiller ed Edmondo De Amicis, suo contemporaneo. La sua opera principale è Dubrovačka Književnost (Storia della letteratura a Dubrovnik), pubblicata nel 1900.  